# Peggy Guggenheim
Marguerite „Peggy“ Guggenheim (26. srpna 1898 New York – 23. prosince 1979 Camposampiero) byla americká sběratelka umění, galeristka a zakladatelka muzea moderního umění v Benátkách (dnes Peggy Guggenheim Collection). Řadí se k nejvýznamnějším sběratelům umění, kteří žili ve 20. století. Věnovala se sbírání uměleckých děl v Evropě a v Severní Americe hlavně mezi lety 1938 a 1946. Soustředila vynikající kolekci děl kubismu, surrealismu a abstraktního expresionismu. V letech 1939 až 1941 zachránila před nacisty nejen velké množství výtvarných děl moderního umění, ale také řadu umělců, kterým pomáhala finančními prostředky i společenskými kontakty dostat se z okupované Francie. Podporovala je i po jejich emigraci, kterou směřovali hlavně do Spojených států. Střední věk a stáří prožila v Benátkách, kde v jednom z historických paláců na Canal Grande vystavovala svou sbírku, řadící se k jedné z nejkvalitnějších a nejzajímavějších evropských sbírek Ta je nyní součástí muzea Peggy Guggenheim Collection. Muzeum je jedním z nejnavštěvovanějších míst Benátek. Rovněž jde o jedno z nejdůležitějších muzeí vystavujících evropské a americké umění první poloviny 20. století nejen v Itálii, ale i celosvětově.

## Dětství a mládí
Pocházela z židovské aškenázské rodiny. Dohledatelné kořeny rodu sahají do Alsaska 17. století. Jméno Guggenheim se pak objevuje ve Švýcarsku v roce 1696. Odtud odešel Simon Guggenheim, pradědeček Peggy, v roce 1847 s celou rodinou do Ameriky. Otec Peggy se jmenoval Benjamin a rodinný majetek rozmnožoval aktivitami v těžařském a ocelářském průmyslu na přelomu 19. a 20. století. Situace rodiny se prudce změnila v roce 1912, kdy zahynul na Titanicu. Její strýc Solomon R. Guggenheim byl zakladatelem nadace pro podporu výtvarného umění Solomon R. Guggenheim Foundation.
Ač Peggy pocházela z bohaté rodiny, pracovala a v časném mládí prošla mnoha různými zaměstnáními. Pro její další vývoj byla významná práce v avantgardním uměleckém knihkupectví s názvem Sunwise Turn na Manhattanu. V roce 1920 začíná Peggy žít v Paříži a postupně se seznamuje s pestrou uměleckou komunitou. Jejími přáteli byli například Man Ray, který ji fotil, a dalším umělci, jejichž umění pomáhala prosadit – Constantin Brâncuși a Marcel Duchamp.

## Sběratelství před 2. světovou válkou
V lednu 1938 Peggy Guggenheim otevřela galerii moderního umění Guggenheim Jeune v Londýně a začala tvořit svou sbírku moderního umění. Rozhodnutí věnovat se sběratelství výtvarného umění korespondovalo s duchem doby – v této době se sběratelství začíná věnovat mnoho velmi majetných lidí a svým způsobem to tehdy ve vysokých kruzích byla společenská móda Na zahajovací výstavě byly poprvé prezentovány návrhy nábytku a další práce Jeana Cocteau. Dalším vystavujícím umělcem byl Vasilij Kandinskij. Byla to jeho první samostatná výstava v Anglii. Dále zde vystavovali: Yves Tanguy, Wolfgang Paalen a další známí i méně známí umělci. Peggy též zorganizovala skupinové výstavy soch a koláží. Na nich prezentovali svá díla Antoine Pevsner, Henry Moore, Henri Laurens, Alexander Calder, Raymond Duchamp-Villon, Constantin Brâncuși, John Ferren, Hans Arp, Max Ernst, Pablo Picasso, Georges Braque a Kurt Schwitters. Také velice obdivovala práce Johna Tunnarda (1900–1971) a zásadně se zasloužila o jeho objevení mezinárodními modernisty.

## Plán na založení muzea
Galerie Guggenheim Jeune byla sice dobře přijata, avšak byla prodělečná. Proto ji Peggy v červnu 1939 zavřela. Měla v plánu založit v Londýně muzeum moderního umění, podobně jako jej založil její strýc v New Yorku pod názvem Museum of Non-objective Painting (1939, od roku 1952 pod názvem Solomon R. Guggenheim Museum). Dokonce na realizaci tohoto úmyslu vyčlenila 40 tisíc dolarů – tato částka však byla brzy překročena. S plány založení muzea jí pomáhal anglický kunsthistorik a umělecký kritik Herbert Read.
V srpnu 1939 se vydala do Paříže vyjednávat o zápůjčkách uměleckých děl pro muzeum. Seznam zajímavých umělců jí pro tento účel vypracoval Herbert Read. Ve Francii ji zastihl počátek války (1. září 1939). Rychle se rozhodla a začala nakupovat umělecká díla z Readova seznamu. Naštěstí měla k dispozici dost peněz. Situace byla kritická, neboť nacisté moderním uměním opovrhovali, díla dokonce ničili a moderní umělce pronásledovali, jakož i fyzicky likvidovali. Peggy se snažila soustředit tolik děl abstraktního umění a surrealismu, kolik jen bylo možné. V krátké době nakoupila 10 děl Picassa, 40 prací Ernsta, 8 obrazů Magritta, 4 práce Ferrense, 3 od Man Raye, 3 od Dalího, po jednom Kleeovi, Paalenovi a Chagallovi a další práce. Také hledala místo pro muzeum a v dubnu 1940 si pro ně pronajala prostory na Place Vendôme. 10. května 1940 začal německý útok na severní a západní Evropu. Několik dnů před tím, než se Němci dostali až do Paříže (14. května 1940), zrušila Peggy plán na založení muzea a uprchla do jižní Francie. Tam několik měsíců organizovala záchranu již nakoupených uměleckých děl i samotných umělců. Do New Yorku se přesunula v létě roku 1941. Umělecká díla byla z okupované Francie poslána do USA jako „vybavení domácnosti“, neboť při přiznání, že jde o moderní umění, by hrozilo, že je nacisté zabaví.
Ještě v témže roce založila v New Yorku instituci na pomezí galerie a muzea, s názvem The Art of This Century (Umění tohoto století). Surrealismus a kinetismus byly ke spatření ve vstupních prostorách, jež současně sloužily jako komerční galerie. Další tři místnosti byly věnovány kubismu a abstraktnímu umění. Peggy v této galerii prezentovala také například v roce 1943 výstavu Exhibition by 31 Women, první výstavu v rámci USA, na které vystavovaly jen ženy. Na výstavě, trvající jeden měsíc, mohli návštěvníci zhlédnut díla známých, ale i ještě neobjevených umělkyň. Byla zde zastoupena Frida Kahlo, Gypsy Rose Lee, Meret Oppenheim, Leonora Carrington, Louise Nevelson a další. Peggyin zájem o moderní umění byl zásadní pro vzestup kariéry takových umělců, jakými byli Američané Jackson Pollock a William Congdon, australský surrealista Wolfgang Paalen, básnířka Ada Verdun Howell, proslulá svou „akustickou poezií“ (sound poet) a německý malíř Max Ernst.

## Sběratelství v období po 2. světové válce
Peggy Guggenheim uzavřela The Art of This Century Gallery v roce 1947 a vrátila se do Evropy. V roce 1949 se usídlila v Benátkách v historickém paláci jménem Palazzo Venier dei Leoni na Canal Grade. Zde měla i svou sbírku moderního umění. Na začátku 60. let přestala umělecká díla nakupovat a soustředila se již spíše na vystavování těch, která měla ve vlastnictví. Zapůjčovala je k výstavám v Evropě a také v Americe. Nakonec se rozhodla věnovat palác i sbírky nadaci Solomona R. Guggenheima. Sbírka, řadící se k nejkvalitnějším a nejzajímavějším nejen evropským, ale i světovým sbírkám, je nyní součástí muzea Peggy Guggenheim Collection.

## Soukromý život
Jejím prvním manželem byl Laurence Vail, dadaistický sochař, se kterým měla dvě děti (Michael Cedric Sindbad Vail (1923–1986) a Pegeen Vail Guggenheim (1925–1967)). Rozvedli se asi v roce 1928. Krátký ale intenzivní vztah prožila se Samuelem Beckettem. Byl to on, který ji nasměroval k výhradnímu zájmu o moderní umění. Jejím druhým manželem byl malíř Max Ernst. Vzali se v roce 1941 a rozvedli v roce 1946. Dalším osudovým mužem pro ni byl Marcel Duchamp, kterého znala od začátku 20. let, kdy žila v Paříži se svým prvním manželem. Duchamp ji uvedl do světa umění: díky němu se seznámila s mnoha umělci, on ji zasvětil do myšlenek současného umění a jeho stylů a také koncipoval několik výstav pro galerii Guggenheim Jeune.

## Literární dílo
Peggy Guggenhem napsala autobiografii, která byla poprvé publikována v roce 1946 pod názvem Out of This Century. Později práci revidovala a vydala jako Confessions of an Art Addict.